# Узнаньский-Вишневский, Славош
Славош Узнаньский-Вишневский (Sławosz Uznański-Wiśniewski) — польский физик-ядерщик, инженер и астронавт — участник (в качестве астронавта Польши и ЕКА) частной пилотируемой космической миссии SpaceX AX-4.

## Жизнь и карьера[2][3]
Родился 12 апреля 1984 года в городе Лодзь, центре Лодзинского воеводства в Польше. Высшее образование (степень магистра наук) он получил в 2008 году сразу в двух университетах в Лодзе и Нанте (Франция). После окончания учебы Славош занялся научными исследованиями в докторантуре и в 2011 году в Университете Экс-Марсель (Université d’Aix-Marseille) получил степень доктора философии (PhD) в области применения радиационно-стойких конструкций для космических аппаратов. Дальнейшая его карьера была связана с работой на должностях руководителя проекта и ведущего инженера и эксперта в различных подразделениях ЦЕРНа и в Управлении научными исследованиями (Research Executive Agency - REA) Европейской комиссии в Брюсселе. При этом Славош активно добивался осуществления своей мечты о космическом полете. В ноябре 2022 года он был отобран в отряд астронавтов ЕКА в качестве резервного астронавта, а в сентябре 2023 года был включен в состав активных астронавтов ЕКА в качестве астронавта, занимающегося подготовкой к планируемому полëту по соглашению с компанией Axiom Space. В августе 2024 года компания Axiom Space официально объявила о его назначении специалистом полëтв коммерческой миссии SpaceX AX-4.

## Космический полёт[4]
Коммерческая миссия SpaceX AX-4 продолжительностью 20 суток 3 часа была реализована в ходе полëта многоразового космического корабля Crew Dragon Grace к МКС в период с 25 июня по 15 июля 2025 года. Славош Узнаньский-Вишневский и его товарищи по экипажу Ax-4 провели 18 дней на МКС, вместе выполнив более 60 исследовательских работ и приняв участие в более чем 20 информационно-просветительских мероприятиях.